# 寬平
寬平（889年5月30日~898年5月20日）是日本的年號，在仁和之後、昌泰之前。這時代的日本天皇是平安時代之宇多天皇和醍醐天皇。

## 改元
- 仁和五年四月廿七（889年5月30日） 改元。
- 寛平十年四月廿六（898年5月20日） 改元昌泰。

## 出處
《水经注》：川土宽平，峘山夷水

## 大事記
- 寛平年間後宮和歌競賽

## 紀年
| 寛平 | 元年  | 二年  | 三年  | 四年  | 五年  | 六年  | 七年  | 八年  | 九年  | 十年  |
| 公元 | 889年 | 890年 | 891年 | 892年 | 893年 | 894年 | 895年 | 896年 | 897年 | 898年 |
| 干支 | 己酉  | 庚戌  | 辛亥  | 壬子  | 癸丑  | 甲寅  | 乙卯  | 丙辰  | 丁巳  | 戊午  |